# Буджацька рівнина
Буджацька рівнина (також Південномолдовська рівнина, рум. Câmpia Moldovei de Sud) — рівнина на заході Причорноморської низовини. Розташована в межах Білгород-Дністровського, Болградського та Ізмаїльського районів Одеської області України (більша частина) та південних регіонів Молдови.

## Фізико-географічні характеристики
Обмежена нижньою течією річок Дунай та Дністер на півдні та півночі відповідно, на північному заході переходить у плато Кодри. Середня висота поверхні знижується від 100-ти метрів над рівнем моря на заході до 50-ти на сході.
Складена переважно лесовими породами, наявні інтенсивні ерозійні процеси, багато балок та ярів.
Клімат помірний посушливий, найбільші річки — Когильник, Хаджидер, Ялпуг тощо — або безпосередньо впадають до Чорного моря або живлять придунайські озера України, проте значна частина річок пересихає.